# Nada (rapper)

Yoon Ye-jin (Hangul : 윤예진; nascida em 24 de maio de 1991), mais conhecida pelo seu nome artístico Nada (나다), é uma rapper e cantora sul-coreana. Ela é ex-integrante do grupo feminino Wassup. Nada fez sua estreia como solista em 22 de dezembro de 2016, com o single digital "Seorae Village".

## Vida Pessoal
Nada nasceu como Yoon Ye-ji em Seul, Coreia do Sul. Ela estudou na Escola de Artes Sunhwa.

## Carreira

### 2013–2016: Estreia com Wassup e atividades solo
Em 2013, Nada se tornou membro do grupo feminino Wassup da Mafia Records, ela era a rapper principal do grupo. Em 9 de agosto de 2013, Nada lançou sua primeira música solo "Bang Bang" como membro do Wassup, a música também foi produzida por ela. Em 18 de maio de 2014, Nada foi destaque na música "Domperii" de Pharaoh com Red Roc. Nada participou do programa de TV de competição de rap Show Me the Money 3, da Mnet, como concorrente até a terceira rodada. Em 2 de fevereiro de 2016, Nada lançou sua primeira mixtape, Homework. Em julho de 2016, Nada se tornou uma concorrente no programa de competição de rappers femininos da Mnet, Unpretty Rapstar 3, ela perdeu para Giant Pink na final com 131 votos.
Em 28 de outubro de 2016, Nada foi escolhida como a nova modelo para a campanha feminina da Reebok '#PERFECTNEVER'. A campanha apoia “mulheres que são desafiadas infinitamente por si mesmas, rejeitando os limites da perfeição”. Em 3 de novembro, a Mafia Records anunciou que Nada lançaria um single solo, mas a empresa não especificou uma data de lançamento. Em 18 de dezembro, a imagem teaser de seu single solo "Seorae Village" foi lançada, o teaser do videoclipe foi lançado em 21 de dezembro. a música junto com seu videoclipe foi lançada em 22 de dezembro.

### 2017–2019: Deixando Wassup,It's Okay to Be a Little Crazye colaboração
Em 1º de fevereiro de 2017, foi anunciado que Nada havia deixado oficialmente o Wassup após uma disputa com a Mafia Records. Nada assinou um contrato com a Ground Zero, e em 27 de setembro, ela fez seu primeiro retorno após deixar o Wassup, com o single "Trippin". Em 28 de outubro, Nada foi membro do elenco do programa de variedades da SBS It's Okay to Be a Little Crazy.
Em 12 de janeiro de 2018, Nada lançou "Ride", com participação de Sumin. Em 30 de maio de 2018, Nada e Mina Myoung, do 1MILLION Dance Studio, colaboraram em um reality show sobre música chamado Never Sleep, que estreou no aplicativo de serviço de conteúdo móvel oksusu em 5 de junho. As duas também colaboraram em um single digital chamado MND Project, lançado em 15 de junho de 2018. Com a música "Dozer". O videoclipe de "Dozer" foi dirigido por TW da empresa OVIS e o videoclipe também foi produzido pela própria OVIS. em agosto de 2019, o girl group brasileiro EVE lançou o single "Oy Mama", que conta com a participação de Nada.
Em 2019, ela se apresentou no Brasil, participando da Anime Friends.

### 2020–presente: "My Body" eMiss Back
Em 17 de abril de 2020, a World Star Entertainment anunciou que Nada faria seu primeiro retorno em 2 anos. A imagem teaser de seu retorno com a música "My Body" foi lançada em 19 de junho, a música foi lançada junto com seu videoclipe em 25 de junho.
Nada também participou da música como compositora e produtora. Ela promoveu a música em vários programas musicais.
Em 3 de setembro, Nada se juntou ao reality show de variedades da MBN, Miss Back. O progrma gira em torno de muitas cantoras que estrearam anteriormente em grupos femininos, mas lentamente desapareceram dos holofotes. Em 20 de novembro, Nada lançou "Piggyback Ride" com a cantora Raina. Em 13 de julho de 2021, ela anunciou seu novo single "Spicy", seu primeiro lançamento em um ano. "Spicy" foi lançado junto com seu videoclipe em 31 de julho de 2021. Em 29 de novembro de 2021, Nada lança o single "Bulletproof".

## Discografia

### Mixtape
| Data de lançamento     | Título   | Observações |
| ---------------------- | -------- | ----------- |
| 2 de fevereiro de 2016 | Homework |             |

### Singles

#### Solo
| Data de lançamento     | Título                      | Observações          |
| ---------------------- | --------------------------- | -------------------- |
| 9 de agosto de 2013    | "Bang Bang"                 | Produzido por ela    |
| 22 de dezembro de 2016 | "Seorae Village" (서래마을) |                      |
| 27 de setembro de 2017 | "Trippin'"                  | Letrista             |
| 25 de junho de 2020    | "My Body" (내 몸)           | Letrista e produtora |
| 31 de julho de 2021    | "Spicy" (신)                | Letrista             |
| 28 de novembro de 2021 | "Bulletproof"               | Letrista             |

#### Como artista convidada
| Data de lançamento     | Título                                                          | Artista(s) | Álbum      | Obs. |
| ---------------------- | --------------------------------------------------------------- | ---------- | ---------- | ---- |
| 18 de maio de 2014     | "Domperii" (feat. Red Roc, Nada)                                | Pharoh     | Part 1     |      |
| 18 de maio de 2014     | "We Are The Champs" (feat. Nada & Nari from Wassup)             | Champs     | Dynamite   |      |
| 27 de março de 2015    | "Pendulum" (시계추) (feat. Nada do Wassup )                     | THE GITA   | —          |      |
| 27 de maio de 2015     | "What About You?" (feat. Nada do Wassup, Eugene Jung, Seo Paul) | Takers     | —          |      |
| 28 de novembro de 2015 | "Move Out" (비켜) (feat. Nada do Wassup)                        | BETHEBLUE  | Emergence  |      |
| 13 de outubro de 2015  | "Luv Me"                                                        | Stephanie  | Top Secret |      |
| 2 de março de 2016     | "I Just Wanna" (part. NADA do Wassup)                           | Grey Day   | Permeate   |      |
| 11 de agosto de 2019   | "Oy Mama" (part. Nada)                                          | EVE        | —          |      |

#### Colaborações
| Ano de lançamento | Dia de lançamento | Título                                  | Colab.:                                                                     | Álbum                 |
| ----------------- | ----------------- | --------------------------------------- | --------------------------------------------------------------------------- | --------------------- |
| 2016              | 23 de fevereiro   | "Do You Now My Heart?" (내 맘을 아냐고) | NADA do Wassup, MADTOWN, Rooftop House Studio com participação de Juí       | coprodutora           |
| 2016              | 22 de dezembro    | "Together As One"                       | com vários artistas                                                         | Hooxi, The Beginning  |
| 2018              | 12 de janeiro     | "Ride"                                  | Sumin                                                                       |                       |
| 2018              | 15 de junho       | "Dozer" (도져)                          | Mina Myoung                                                                 | MND Project           |
| 2020              | 20 de novembro    | "Piggyback Ride" (어부바)               | Raina                                                                       | MBN Miss Back Parte 2 |
| 2020              | 17 de dezembro    | "tantara"                               | Raina, Soyul (Crayon Pop)                                                   | MBN Miss Back Parte 4 |
| 2020              | 20 de novembro    | "Winter Fantasy"                        | Dalsooobin, Sera, Gayoung, Soyul (Crayon Pop), Raina e Jung Yujin (The Ark) | MBN Miss Back Parte 5 |
| 2021              | 27 de janeiro     | "Finale"                                | Raina, Sera, Dalsooobin, Gayoung, Soyul (Crayon Pop) e Jung Yujin (A Arca)  | MBN Miss Back Parte 9 |
| 2021              | 27 de janeiro     | "We Are The One"                        | Raina, Sera, Dalsooobin, Gayoung, Soyul (Crayon Pop) e Jung Yujin (A Arca)  | MBN Miss Back Parte 9 |

### Participações em Álbuns
| Ano de lançamento | Dia de lançamento | Título                                         | Artista(s)                       | Álbum                          | Notas |
| ----------------- | ----------------- | ---------------------------------------------- | -------------------------------- | ------------------------------ | ----- |
| 2015              | 13 de outubro     | "Luv Me"                                       | Stephanie                        | Top Secret                     |       |
| 2016              | 20 de agosto      | "Scary (Prod. por KUSH)" (com Soyeon) (무서워) |                                  | Unpretty Rapstar 3 Compilation |       |
| 2016              | 27 de agosto      | "Sticky (Prod. Por San E)" (Part. San E)       |                                  | Unpretty Rapstar 3 Compilation |       |
| 2016              | 10 de setembro    | "Nothing (Prod. por Swings)" (Feat. Swings)    |                                  | Unpretty Rapstar 3 Compilation |       |
| 2016              | 17 de setembro    | "Nasty" (Part. Park Mi-kyung)                  |                                  | Unpretty Rapstar 3 Compilation |       |
| 2016              | 24 de setembro    | "King pin" (Part. Koonta, Don Mills)           |                                  | Unpretty Rapstar 3 Compilation |       |
| 2016              | 24 de outubro     | "She's coming (Prod. por Primária )"           | Concorrentes do Unpretty Rapstar | Unpretty Rapstar 3 Compilation |       |

## Filmografia

### Série de TV
| Ano  | Título     | Papel | Observação                         |
| ---- | ---------- | ----- | ---------------------------------- |
| 2020 | Hanging On |       | Participação especial - Episódio 7 |

### Programa de TV
| Ano       | Título                         | Papel            | Observação                 |
| --------- | ------------------------------ | ---------------- | -------------------------- |
| 2014      | Show Me the Money 3            | Ela mesma        | Concorrente até a rodada 3 |
| 2016      | Unpretty Rapstar 3             | Ela mesma        | Concorrente                |
| 2018      | It's Okay to Be a Little Crazy | Ela mesma        | Membro do elenco           |
| 2018      | Never Sleep                    | Ela mesma        | Membro do elenco           |
| 2020–2021 | Miss Back                      | Ela mesma        | Membro do elenco           |
| 2021      | Camping Middle School          | Membro do elenco | [ 48 ]                     |